# Llano de Olmedo
Llano de Olmedo é um município da Espanha na província de Valladolid, comunidade autónoma de Castela e Leão, de área 14,92 km² com população de 82 habitantes (2007) e densidade populacional de 5,50 hab/km².

## Demografia
| Variação demográfica do município entre 1991 e 2004 | Variação demográfica do município entre 1991 e 2004 | Variação demográfica do município entre 1991 e 2004 | Variação demográfica do município entre 1991 e 2004 |
| --------------------------------------------------- | --------------------------------------------------- | --------------------------------------------------- | --------------------------------------------------- |
| 1991                                                | 1996                                                | 2001                                                | 2004                                                |
| 119                                                 | 105                                                 | 88                                                  | 82                                                  |